# Großer Preis von Südafrika 1972
Der Große Preis von Südafrika 1972 (offiziell Sixth AA Grand Prix of South Africa) fand am 4. März auf dem Kyalami Grand Prix Circuit in Midrand statt und war das zweite Rennen der Automobil-Weltmeisterschaft 1972.

## Berichte

### Hintergrund
Carlos Pace startete beim zweiten WM-Lauf der Saison in einem Kunden-March unter der Regie von Frank Williams seine Formel-1-Karriere. Mike Hailwood begann bei diesem Rennen sein Engagement als Surtees-Werksfahrer, nachdem er den Großen Preis von Argentinien sechs Wochen zuvor wegen anderweitiger Verpflichtungen ausgelassen hatte. Ebenfalls dort nicht am Start gewesen war Jean-Pierre Beltoise, der aufgrund seiner Beteiligung am tödlichen Unfall von Ignazio Giunti, der sich ein Jahr zuvor an gleicher Stelle ereignet hatte, juristische Konsequenzen befürchtete. Für den nun folgenden Südafrika-GP wurde er zum ersten Mal als B.R.M.-Werksfahrer gemeldet.
Das deutsche Team Eifelland Caravans debütierte bei diesem Rennen. Eingesetzt wurde ein nach Entwürfen des Designers Luigi Colani modifizierter March 721 mit Rolf Stommelen am Steuer. Der Wagen trug nach den Umbaumaßnahmen die Bezeichnung Eifelland Typ 21.
Entsprechend der in Südafrika seit einigen Jahren gängigen Praxis wurde das Feld durch mehrere einheimische Privatfahrer aufgestockt.

### Training
Der Sieger des ersten Saisonrennens, und folglich der Führende in der Weltmeisterschaft, Jackie Stewart qualifizierte sich mit seinem Tyrrell für die Pole-Position, wobei er die Rundenzeiten von Ferrari-Pilot Clay Regazzoni und Emerson Fittipaldi im Lotus 72D um wenige Zehntelsekunden unterbot. Da die zweite Startreihe von Hailwood und Denis Hulme gebildet wurde, befanden sich fünf verschiedene Fahrzeuge auf den fünf vordersten Startplätzen.

### Rennen
Zu Beginn des Rennens lag Hulme kurz in Führung, wurde aber in der zweiten Runde von Stewart überholt. Regazzoni war nach einem schlechten Start ins Mittelfeld zurückgefallen.
An der Spitze konnte sich Stewart einen Vorsprung auf seine Verfolger herausfahren, während sich Hulme, Fittipaldi und Hailwood, die sich um Platz zwei duellierten, ebenfalls vom Rest des Feldes absetzen konnten.
Nachdem Stewart in Runde 45 wegen eines Getriebeschadens hatte aufgeben müssen und Hailwood ebenfalls bereits wegen eines Aufhängungsschadens ausgefallen war, übernahm Fittipaldi die Führung vor Hulme.
In Runde 57 schaffte es Hulme, an dem nun mit Handlingproblemen kämpfenden Fittipaldi vorbeizuziehen und einen Sieg sicherzustellen. Nach dem technisch bedingten Zurückfallen von Chris Amon erreichte Peter Revson im zweiten Werks-McLaren den dritten Platz.

## Meldeliste
| Team                            | Nr. | Fahrer               | Chassis          | Motor                    | Reifen |
| ------------------------------- | --- | -------------------- | ---------------- | ------------------------ | ------ |
| Elf Team Tyrrell                | 01  | Jackie Stewart       | Tyrrell 003      | Ford Cosworth DFV 3.0 V8 | G      |
| Elf Team Tyrrell                | 01T | Jackie Stewart       | Tyrrell 004      | Ford Cosworth DFV 3.0 V8 | G      |
| Elf Team Tyrrell                | 02  | François Cevert      | Tyrrell 002      | Ford Cosworth DFV 3.0 V8 | G      |
| STP March Racing Team           | 03  | Ronnie Peterson      | March 721        | Ford Cosworth DFV 3.0 V8 | G      |
| STP March Racing Team           | 04  | Niki Lauda           | March 721        | Ford Cosworth DFV 3.0 V8 | G      |
| Scuderia Ferrari SpA SEFAC      | 05  | Jacky Ickx           | Ferrari 312B2    | Ferrari 001/1 3.0 F12    | F      |
| Scuderia Ferrari SpA SEFAC      | 06  | Clay Regazzoni       | Ferrari 312B2    | Ferrari 001/1 3.0 F12    | F      |
| Scuderia Ferrari SpA SEFAC      | 07  | Mario Andretti       | Ferrari 312B2    | Ferrari 001/1 3.0 F12    | F      |
| John Player Team Lotus          | 08  | Emerson Fittipaldi   | Lotus 72D        | Ford Cosworth DFV 3.0 V8 | F      |
| John Player Team Lotus          | 09  | Dave Walker          | Lotus 72D        | Ford Cosworth DFV 3.0 V8 | F      |
| Marlboro B.R.M.                 | 10  | Jean-Pierre Beltoise | BRM P160B        | BRM P142 3.0 V12         | F      |
| Marlboro B.R.M.                 | 11  | Peter Gethin         | BRM P160B        | BRM P142 3.0 V12         | F      |
| Marlboro B.R.M.                 | 23  | Howden Ganley        | BRM P160B        | BRM P142 3.0 V12         | F      |
| Austria Marlboro B.R.M.         | 24  | Helmut Marko         | BRM P153         | BRM P142 3.0 V12         | F      |
| Yardley Team McLaren            | 12  | Denis Hulme          | McLaren M19A     | Ford Cosworth DFV 3.0 V8 | G      |
| Yardley Team McLaren            | 15  | Peter Revson         | McLaren M19A     | Ford Cosworth DFV 3.0 V8 | G      |
| Equipe Matra Sports             | 15  | Chris Amon           | Matra MS120C     | Matra MS72 3.0 V12       | G      |
| Brooke Bond Oxo Team Surtees    | 16  | Tim Schenken         | Surtees TS9B     | Ford Cosworth DFV 3.0 V8 | F      |
| Brooke Bond Oxo Team Surtees    | 17  | Mike Hailwood        | Surtees TS9B     | Ford Cosworth DFV 3.0 V8 | F      |
| Ceramica Pagnossin Team Surtees | 18  | Andrea de Adamich    | Surtees TS9B     | Ford Cosworth DFV 3.0 V8 | F      |
| Motor Racing Developments       | 19  | Graham Hill          | Brabham BT33     | Ford Cosworth DFV 3.0 V8 | G      |
| Motor Racing Developments       | 20  | Carlos Reutemann     | Brabham BT34     | Ford Cosworth DFV 3.0 V8 | G      |
| Team Williams Motul             | 21  | Henri Pescarolo      | March 721        | Ford Cosworth DFV 3.0 V8 | G      |
| Team Williams Motul             | 22  | Carlos Pace          | March 711        | Ford Cosworth DFV 3.0 V8 | G      |
| Team Eifelland Caravans         | 26  | Rolf Stommelen       | Eifelland Typ 21 | Ford Cosworth DFV 3.0 V8 | G      |
| Scribante Lucky Strike Racing   | 25  | Dave Charlton        | Lotus 72D        | Ford Cosworth DFV 3.0 V8 | F      |
| Team Gunston                    | 27  | John Love            | Surtees TS9      | Ford Cosworth DFV 3.0 V8 | F      |
| Team Gunston                    | 27T | William Ferguson     | Surtees TS9      | Ford Cosworth DFV 3.0 V8 | F      |
| Team Gunston                    | 28  | William Ferguson     | Brabham BT33     | Ford Cosworth DFV 3.0 V8 | F      |

Anmerkungen
1. 1 2  Die mit einem "T" hinter der Startnummer versehenen Wagen standen ihren jeweiligen Fahrern als T-Car zur Verfügung, kamen jedoch nicht zum Einsatz.

## Klassifikationen

### Startaufstellung
| Pos. | Fahrer               | Konstrukteur   | Zeit   | Ø-Geschwindigkeit | Start |
| ---- | -------------------- | -------------- | ------ | ----------------- | ----- |
| 01   | Jackie Stewart       | Tyrrell-Ford   | 1:17,0 | 191,875 km/h      | 01    |
| 02   | Clay Regazzoni       | Ferrari        | 1:17,3 | 191,131 km/h      | 02    |
| 03   | Emerson Fittipaldi   | Lotus-Ford     | 1:17,4 | 190,884 km/h      | 03    |
| 04   | Mike Hailwood        | Surtees-Ford   | 1:17,4 | 190,884 km/h      | 04    |
| 05   | Denis Hulme          | McLaren-Ford   | 1:17,4 | 190,884 km/h      | 05    |
| 06   | Mario Andretti       | Ferrari        | 1:17,5 | 190,637 km/h      | 06    |
| 07   | Jacky Ickx           | Ferrari        | 1:17,7 | 190,147 km/h      | 07    |
| 08   | François Cevert      | Tyrrell-Ford   | 1:17,8 | 189,902 km/h      | 08    |
| 09   | Ronnie Peterson      | March-Ford     | 1:17,8 | 189,902 km/h      | 09    |
| 10   | Tim Schenken         | Surtees-Ford   | 1:17,8 | 189,902 km/h      | 10    |
| 11   | Jean-Pierre Beltoise | B.R.M.         | 1:17,9 | 189,659 km/h      | 11    |
| 12   | Peter Revson         | McLaren-Ford   | 1:18,0 | 189,415 km/h      | 12    |
| 13   | Chris Amon           | Matra          | 1:18,0 | 189,415 km/h      | 13    |
| 14   | Graham Hill          | Brabham-Ford   | 1:18,1 | 189,173 km/h      | 14    |
| 15   | Carlos Reutemann     | Brabham-Ford   | 1:18,2 | 188,931 km/h      | 15    |
| 16   | Howden Ganley        | B.R.M.         | 1:18,3 | 188,690 km/h      | 16    |
| 17   | Dave Charlton        | Lotus-Ford     | 1:18,5 | 188,209 km/h      | 17    |
| 18   | Peter Gethin         | B.R.M.         | 1:18,7 | 187,731 km/h      | 18    |
| 19   | Dave Walker          | Lotus-Ford     | 1:18,7 | 187,731 km/h      | 19    |
| 20   | Andrea de Adamich    | Surtees-Ford   | 1:18,9 | 187,255 km/h      | 20    |
| 21   | Niki Lauda           | March-Ford     | 1:18,9 | 187,255 km/h      | 21    |
| 22   | Henri Pescarolo      | March-Ford     | 1:19,0 | 187,018 km/h      | 22    |
| 23   | Helmut Marko         | B.R.M.         | 1:19,1 | 186,781 km/h      | 23    |
| 24   | Carlos Pace          | March-Ford     | 1:20,3 | 183,990 km/h      | 24    |
| 25   | Rolf Stommelen       | Eifelland-Ford | 1:20,4 | 183,761 km/h      | 25    |
| 26   | John Love            | Surtees-Ford   | 1:21,0 | 182,400 km/h      | 26    |
| 27   | William Ferguson     | Brabham-Ford   | 1:31,9 | 160,766 km/h      | DNS   |

### Rennen
| Pos. | Fahrer               | Konstrukteur   | Runden | Stopps | Zeit       | Start | Schnellste Runde |
| ---- | -------------------- | -------------- | ------ | ------ | ---------- | ----- | ---------------- |
| 01   | Denis Hulme          | McLaren-Ford   | 79     | 0      | 1:45:49,1  | 05    |                  |
| 02   | Emerson Fittipaldi   | Lotus-Ford     | 79     | 0      | + 14,1     | 03    |                  |
| 03   | Peter Revson         | McLaren-Ford   | 79     | 0      | + 25,8     | 12    |                  |
| 04   | Mario Andretti       | Ferrari        | 79     | 0      | + 38,5     | 06    |                  |
| 05   | Ronnie Peterson      | March-Ford     | 79     | 0      | + 49,0     | 09    |                  |
| 06   | Graham Hill          | Brabham-Ford   | 78     | 0      | + 1 Runde  | 14    |                  |
| 07   | Niki Lauda           | March-Ford     | 78     | 0      | + 1 Runde  | 21    |                  |
| 08   | Jacky Ickx           | Ferrari        | 78     | 0      | + 1 Runde  | 07    |                  |
| 09   | François Cevert      | Tyrrell-Ford   | 78     | 1      | + 1 Runde  | 08    |                  |
| 10   | Dave Walker          | Lotus-Ford     | 78     | 0      | + 1 Runde  | 19    |                  |
| 11   | Henri Pescarolo      | March-Ford     | 78     | 0      | + 1 Runde  | 22    |                  |
| 12   | Clay Regazzoni       | Ferrari        | 77     | 0      | + 2 Runden | 02    |                  |
| 13   | Rolf Stommelen       | Eifelland-Ford | 77     | 0      | + 2 Runden | 25    |                  |
| 14   | Helmut Marko         | B.R.M.         | 76     | 0      | + 3 Runden | 23    |                  |
| 15   | Chris Amon           | Matra          | 76     | 2      | + 3 Runden | 13    |                  |
| 16   | John Love            | Surtees-Ford   | 73     | 0      | DNF        | 26    |                  |
| 17   | Carlos Pace          | March-Ford     | 73     | 0      | + 6 Runden | 24    |                  |
| –    | Howden Ganley        | B.R.M.         | 70     | 0      | NC         | 16    |                  |
| –    | Andrea de Adamich    | Surtees-Ford   | 69     | 0      | NC         | 20    |                  |
| –    | Peter Gethin         | B.R.M.         | 65     | 2      | NC         | 18    |                  |
| –    | Jean-Pierre Beltoise | B.R.M.         | 61     | 0      | DNF        | 11    |                  |
| –    | Jackie Stewart       | Tyrrell-Ford   | 45     | 0      | DNF        | 01    |                  |
| –    | Mike Hailwood        | Surtees-Ford   | 28     | 0      | DNF        | 04    | 1:18,9           |
| –    | Carlos Reutemann     | Brabham-Ford   | 27     | 0      | DNF        | 15    |                  |
| –    | Tim Schenken         | Surtees-Ford   | 9      | 0      | DNF        | 10    |                  |
| –    | Dave Charlton        | Lotus-Ford     | 2      | 0      | DNF        | 17    |                  |

## WM-Stände nach dem Rennen
Die ersten sechs des Rennens bekamen 9, 6, 4, 3, 2 bzw. 1 Punkt(e). In der Konstrukteurswertung zählten dabei nur die Punkte des bestplatzierten Fahrers eines Teams.

### Fahrerwertung
| Pos. | Fahrer             | Konstrukteur | Punkte |
| ---- | ------------------ | ------------ | ------ |
| 01   | Denis Hulme        | McLaren-Ford | 15     |
| 02   | Jackie Stewart     | Tyrrell-Ford | 9      |
| 03   | Emerson Fittipaldi | Lotus-Ford   | 6      |
| 04   | Jacky Ickx         | Ferrari      | 4      |
| 05   | Peter Revson       | McLaren-Ford | 4      |
| 06   | Clay Regazzoni     | Ferrari      | 3      |
| 07   | Mario Andretti     | Ferrari      | 3      |
| 08   | Ronnie Peterson    | March-Ford   | 3      |
| 09   | Tim Schenken       | Surtees-Ford | 2      |
| 10   | Graham Hill        | Brabham-Ford | 1      |
| 11   | Carlos Reutemann   | Brabham-Ford | 0      |
| 12   | Henri Pescarolo    | March-Ford   | 0      |
| 13   | Howden Ganley      | B.R.M.       | 0      |
| 14   | Helmut Marko       | B.R.M.       | 0      |

| Pos. | Fahrer               | Konstrukteur    | Punkte |
| ---- | -------------------- | --------------- | ------ |
| 15   | Niki Lauda           | March-Ford      | 0      |
| 16   | François Cevert      | Tyrrell-Ford    | 0      |
| 17   | Dave Walker          | Lotus-Ford      | 0      |
| 18   | Rolf Stommelen       | Eiffelland-Ford | 0      |
| 19   | Chris Amon           | Matra           | 0      |
| 20   | John Love            | Surtees-Ford    | 0      |
| 21   | Carlos Pace          | March-Ford      | 0      |
| –    | Reine Wisell         | B.R.M.          | 0      |
| –    | Andrea de Adamich    | Surtees-Ford    | 0      |
| –    | Peter Gethin         | B.R.M.          | 0      |
| –    | Àlex Soler-Roig      | B.R.M.          | 0      |
| –    | Jean-Pierre Beltoise | B.R.M.          | 0      |
| –    | Mike Hailwood        | Surtees-Ford    | 0      |
| –    | Dave Charlton        | Lotus-Ford      | 0      |

### Konstrukteurswertung
| Pos. | Konstrukteur | Punkte |
| ---- | ------------ | ------ |
| 01   | McLaren-Ford | 15     |
| 02   | Tyrrell-Ford | 9      |
| 03   | Ferrari      | 7      |
| 04   | Lotus-Ford   | 6      |
| 05   | March-Ford   | 3      |

| Pos. | Konstrukteur   | Punkte |
| ---- | -------------- | ------ |
| 06   | Surtees-Ford   | 2      |
| 07   | Brabham-Ford   | 1      |
| 08   | B.R.M.         | 0      |
| 09   | Eifelland-Ford | 0      |
| 10   | Matra          | 0      |